# Lecane dumonti
Lecane dumonti is een raderdiertjessoort uit de familie Lecanidae. De wetenschappelijke naam van deze soort is voor het eerst geldig gepubliceerd in 1993 door Segers.